# Reginald D. Hunter
Reginald Darnell Hunter (nacido el 26 de marzo de 1969) es un comediante estadounidense con sede en el Reino Unido. 

## Vida y familia
Hunter nació en Albany, Georgia, el más joven de nueve. Realizó una pasantía de actuación en Jackson, Misisipi a los 20 años. Su madre murió en 2004.
Mientras aparecía como invitado en el Podcast del Teatro Leicester Square de Richard Herring, Hunter reveló que tiene una hija de 16 años a quien conoció por primera vez en 2016.

## Comedia de stand-up
Habiendo viajado inicialmente al Reino Unido a la edad de 27 años como estudiante de verano en la Real Academia de Arte Dramático, Hunter se convirtió en comediante después de interpretar su primer set de comedia como desafío, por el cual recibió 100£. Al darse cuenta de que disfrutaba interpretando comedias, y que podría ser rentable, desvió su atención de la actuación a la actuación.
En 2006 y 2008, participó en eventos de Project X Presents . En 2013 realizó una gira por Irlanda con su espectáculo In the Midst of Crackers .
Hunter a menudo usa variaciones del término " nigga " en los títulos de sus espectáculos; Reginald D Hunter: Pride & Prejudice... & Niggas atrajo cierta controversia, y el cartel fue prohibido en el metro de Londres . Su gira con Steve Hughes, llamada Trophy Nigga, actuó en 55 lugares en todo el Reino Unido, pero no todos los lugares usaron el título de la gira. Hunter bromeó diciendo que esto se debía a que a los promotores no les gustaba la palabra "Trophy ". [cita requerida]
En abril de 2013, Hunter actuó en un compromiso para la Asociación de Futbolistas Profesionales . Después del evento, el presidente de la PFA, Clarke Carlisle, acusó a Hunter de racismo, ya que había usado la palabra "negro" durante su set. Carlisle también dijo que algunos de los presentes habían encontrado el material de Hunter "altamente ofensivo". En respuesta, Hunter publicó en su página de Facebook muchas fotos de sí mismo tomadas después de su set con personas que asistieron al evento, y la mayoría sonrió.

## Premios
Hunter fue nominado para el Premio Perrier en los Festivales de Edimburgo de 2002, 2003 y 2004.
Ganó el Premio del Gremio de Escritores de Comedia en 2006 por su espectáculo Orgullo y prejuicio. . . Y niggas. 

## Televisión

### 2005
Hunter hizo su debut en televisión en The 11 O'Clock Show de Channel 4 en 1998. Los créditos posteriores de TV incluyen: 
- Does Doug Know (Channel 4)
- Boozy Britain (Channel 4)
- Comedy Store Stand-up (Channel 5)
- 8 Out of 10 Cats (Channel 4)
- Never Mind the Buzzcocks (BBC Two)
- Have I Got News for You (BBC One)

### 2007
- News Knight (ITV1)
- 8 Out of 10 Cats (Channel 4)
- Have I Got News for You (BBC One)

### 2008
- Good News Week (TEN) AUS
- Have I Got News for You (BBC One)
- Spicks and Specks (ABC1) AUS
- Trexx and Flipside (BBC Three)
- Lawro and the Warlocks of Doom (6 Music)

### 2009
- QI (BBC Four / One / Two)
- Good News Week (TEN) AUS
- Argumental (Dave)
- Have I Got News for You (BBC One)
- 8 Out of 10 Cats (Channel 4)
- You Have Been Watching (Channel 4)
- Spicks and Specks (ABC1) AUS
- Would I Lie to You? (BBC One)
- It's Only a Theory (BBC Four)
- Live at the Apollo (BBC One)

### 2010
- The Bubble (BBC Two)
- Spicks and Specks (ABC1) AUS
- Friday Night with Jonathan Ross (BBC One)
- You Have Been Watching (Channel 4)
- Have I Got News for You (BBC One)
- The Green Room with Paul Provenza (Showtime)

### 2011
- Stand and Deliver (RTÉ 2) IRL
- Have I Got News for You (BBC One)
- This Week (BBC One - UK politics show)
- Something for the Weekend (BBC)
- The Hour (STV)
- Dave's One Night Stand (Dave)

### 2012
- The Graham Norton Show (BBC)
- Have I Got News for You (BBC)
- Channel 4's Comedy Gala (Channel 4)
- 8 Out of 10 Cats (Channel 4)
- QI (BBC)

### 2013
- Have I Got News for You (BBC One)

### 2014
- Have I Got News for You (BBC One)
- QI (BBC Four / One / Two)

### 2015
- Reginald D Hunter's Songs of the South (BBC)

### 2016
- Acting role in Man Down - 1 episode

### 2018
- Reginald D Hunter's Songs of the Border (BBC Two)
- Have I Got News for You (BBC One)

## Radio
Hunter es uno de los presentadores del podcast E4 Laughs en Edimburgo, que muestra el mejor talento de comedia del Festival Fringe de Edimburgo 2008 . [cita requerida]   Ha tenido numerosas apariciones en el programa de comedia de BBC Radio 4 The Unbelievable Truth . También apareció en Midweek (BBC Radio 4) el 15 de noviembre de 2011. 

## DVD de stand up
- Live (14 de noviembre de 2011)
- Live: In Midst of Crackers (18 de noviembre de 2013)

## Giras de stand-up
- A Mystery Wrapped in a Nigga
- Pride and Prejudice... and Niggas
- Sometimes even the Devil Tells The Truth
- Trophy Nigga
- In the Midst of Crackers
- Some People vs Reginald D. Hunter (2017/18)